# Исчезновение DC-3 над Майами
Исчезновение DC-3 над Майами — авиационное происшествие, случившееся в ночь на вторник 28 декабря 1948 года, когда американский пассажирский самолёт Douglas DC-3DST «Dakota» с 29 пассажирами и 3 членами экипажа на борту исчез на подходе к Майами (Флорида).
История с исчезновением самолёта «Dakota» является одной из главных в легенде о «Бермудском треугольнике».

## Экипаж
Экипаж самолёта состоял из трёх человек:
- Командир воздушного судна (КВС) — 28-летний Роберт Э. Линкуист (англ. Robert E. Linquist). В прошлом военный лётчик, налетал в общей сложности 3265 часов. Ежегодную проверку полёта по приборам в последний раз проходил 6 октября 1948 года, а медицинскую комиссию комитета гражданской авиации — 29 января 1948 года[3]. За период работы в Airborne Transport по маршруту Майами—Сан-Хуан—Майами в должности второго пилота летал неоднократно, но в первый раз после повышения до командира. По этому маршруту он летал как командир экипажа в период работы в других авиакомпаниях, а также на военных самолётах[4].
- Второй пилот — 22-летний Эрнест Э. Хилл (англ. Ernest E. Hill). На момент происшествия налетал в общей сложности 197 часов. Ежегодную проверку полёта по приборам в последний раз проходил 31 июля 1948 года, а медицинскую комиссию комитета гражданской авиации — 17 мая 1948 года[3].
- Стюардесса — Мэри Берк (англ. Mary Burke).

## Самолёт
Douglas DC-3DST-144 (DC-3 с лежачими местами) с регистрационным номером NC16002 (заводской — 1496) был выпущен 12 июня 1936 года, после чего поступил сперва в авиакомпанию American Airlines, где получил имя Flagship Tennessee. Во время Второй мировой войны был переделан в модель C-49E и под бортовым номером 42-56103 поступил в американские ВВС. После войны был обратно переделан в DC-3DST-144 и вернулся в American Airlines под прежним номером NC16002. Позже был выкуплен Карлом Найтом (англ. Karl Knight) и сдан в лизинг авиакомпании Airborne Transport. В общей сложности самолёт налетал 28 237 часов. Его две силовые установки состояли из поршневых двигателей Wright R-1820-G102A, оборудованных воздушными винтами Hamilton.

## История полёта
27 декабря 1948 года борт NC16002 выполнял пассажирский рейс из Сан-Хуана (Пуэрто-Рико) в Майами (Флорида). Ранее командир экипажа подал план на полёт по ППП, но затем отменил его, так как на борту были проблемы с электрической батареей. Тогда было выдано разрешение на взлёт по правилам визуальных полётов (ПВП), после чего экипаж должен был оставаться близ Сан-Хуана, пока не установит связь с диспетчерской вышкой, а затем будет дан план полёта по приборам до Майами; в противном случае следовало возвращаться в Сан-Хуан. В 22:03 с 29 пассажирами и 3 членами экипажа на борту «Дуглас» вылетел из аэропорта Исла-Гранде.
Через 11 минут борт NC16002 попытался связаться с диспетчерской вышкой аэропорта, но там его не услышали. Зато с самолётом смог установить связь Сан-Хуанский центр связи комитета гражданской авиации, после чего экипаж доложил, что следует в Майами в соответствии с планом ППП. Больше диспетчеры в Сан-Хуане установить связь с бортом NC16002 не смогли, несмотря на многочисленные попытки. В 23:23 Майамский центр связи комитета гражданской авиации получил радиопередачу от экипажа, согласно которой самолёт следует на высоте 8500 футов (2600 м) по ППП, достижение Южного Кайкоса оценивается в 00:33, а Майами — в 04:05. Уже 28 декабря в 04:13 Центр управления международными авиалиниями в Новом Орлеане перехватил радиопередачу с DC-3, что тот находится в 50 милях к югу от Майами. Это было последнее известное сообщение с борта NC16002.

## Поисковые работы
Утром в 08:30, когда NC16002 уже 4 часа не выходил на связь и никуда не прибыл, диспетчеры объявили чрезвычайную ситуацию, после чего Береговая охрана США тут же развернула тщательные поиски. Кроме того, в поисковых работах приняли участие  Военно-морской флот, 5-я спасательная эскадрилья ВВС и множество гражданских самолётов. Свою помощь предоставили правительства Доминиканской Республики, Кубы и Нассау.
Поисковые корабли и самолёты исследовали область от Сан-Хуана (Пуэрто-Рико), до мыса Сан-Блас (Флорида), сам полуостров Флорида и южное побережье США вплоть до мыса Ромен (45 миль (72 км) севернее Чарльстона) в Южной Каролине. Помимо этого, обыскали прибрежные воды Мексиканского залива у Флориды, Кубы, северной части Эспаньолы и Багамских островов; искали даже в горах и джунглях на севере Кубы.
Всего на поиски было потрачено 6 дней (с 28 декабря 1948 по 3 января 1949 года) и в общей сложности 1300 лётных часов, но борт NC16002 исчез без следа.

## Расследование

### Техническое состояние самолёта
23 декабря 1948 года инспектор от Управления гражданской аэронавтики провёл осмотр NC16002 и признал его пригодным к полётам, а саму ежегодную инспекцию и переаттестацию лайнер проходил 1 августа. Затем 27 декабря, то есть в день исчезновения, был сделан отчёт о замене регулятора напряжения. Также в ноябре 1948 года на самолёте заменили оба двигателя, после чего он налетал 19 часов испытательных полётов, включая полёт из Майами в Тетерборо (Нью-Джерси) и обратно, в течение которых не было никаких замечаний по работе двигателей, записи о чём были сделаны в технических журналах.
Однако дальнейшее исследование выявило нарушения внутри авиакомпании по ведению документации о техническом обслуживании. Так начальник по техническому обслуживанию заявил следователям, что на NC16002 были установлены новые батареи, но не было найдено никаких записей, которые бы это подтвердили. Также ремонтная служба в Сан-Хуане утверждала, что в октябре 1948 года выполняла на данном самолёте ремонт неисправного двигателя, но и по этой работе не имелось никаких доказательств.
27 декабря 1948 года в 19:40 (18:40 EST) борт NC16002 приземлился в Сан-Хуане, при этом у него были проблемы с шасси — командир Линкуист сообщил, что шасси не фиксируются. Также на аэродроме командир экипажа связался с ремонтной службой и попросил осмотреть аккумуляторные батареи. Механик после снятия батарей обнаружил в них низкий уровень воды, после чего сообщил пилоту, что для восстановления их нормальной работоспособности потребуется подзаряд, что займёт несколько часов. Однако командир экипажа решил ограничиться лишь доливкой воды до необходимого уровня, и попросил вернуть батареи на самолёт без подзарядки. Сигнализация положения шасси, по имеющимся данным, так и работала с нарушениями, так как её не отремонтировали.
В 20:30 экипаж подаёт план полёта по ППП до Майами, при этом командир сообщил, что самолёт в хорошем рабочем состоянии. Однако менее чем через час поступает информация, что на борту проблемы с батареями, из-за чего вылет задерживается; эта задержка приводит к тому, что план полёта становится недействительным. Как удалось установить следователям, в 22:45 NC16002 проследовал по рулёжкам к началу полосы 27, но никак не смог связаться с диспетчерской вышкой. Когда Начальник управления транспортной службы Пуэрто-Рико узнал об этом, то сразу направился к самолёту, где пилоты ему сообщили, что радиоприёмник функционирует нормально, но передатчик из-за низкого напряжения не работает. Далее с помощью аварийного радиоприёмника в автомобиле пилоты связываются с диспетчерской вышкой, после чего Начальник управления транспортной службы разрешает выполнить взлёт по ПВП. Было принято решение, что самолёт будет летать близ Сан-Хуана до тех пор, пока генераторы не поднимут напряжение в бортовой сети до уровня, необходимого для нормальной работы передатчика, после чего уже будет подан новый план полёта по ППП до Майами. В 23:03 (22:03 EST) экипаж выполняет взлёт, а спустя 11 минут связывается с Центром связи в Сан-Хуане, передав, что по-прежнему не может связаться с аэропортом и что направляется в Майами по ППП в соответствии с планом. Далее с NC16002 поступают отдельные сообщения, но связаться с ним в соответствии с планом полёта и определить его местонахождение по-прежнему не представлялось возможным.
По документам из Сан-Хуана лайнер вылетел с 650 галлонами топлива. Расчёты показали, что взлётный вес оказался превышен на 118 фунтов (54 кг).

### Погодные условия
В районе Сан-Хуана был штиль, рассеянные облака с нижней границей 2500 футов (760 м), видимость 12 миль (19 км). На крейсерской высоте 8500 футов (2600 м) полёт должен был проходить выше облаков и при слабых переменных ветрах, которые могли его чуть сносить влево. Над островом Южный Кайкос облака увеличивались в размерах, а их вершины достигали, а то и превосходили высоту полёта; ветер в этом регионе был юго-западный примерно 10 миль (16 км) в час. При подходе к Нассау и Майами облака рассеивались и полёт вновь проходил в чистом небе; на высоте 8500 футов ветер был северо-восточный, примерно 10 миль в час. Информация о погоде транслировалась центром в Майами в 00:15.

### Анализ данных
Известно, что 27 декабря 1948 года самолёт вылетел из Майами в Сан-Хуан в состоянии, пригодном для выполнения полёта. Однако когда спустя 7 часов он прибыл в Пуэрто-Рико, экипаж сообщил о проблеме со световой сигнализацией шасси. Также обнаружилось, что аккумуляторные батареи были разряжены, но экипаж отказался от их подзаряда или замены, так как рассчитывал, что после семичасового полёта в Майами они зарядятся от генераторов до нужного уровня. После этого на самолёте никто не проверял электрические системы, посадочные и сигнальные огни. Также при вылете из Сан-Хуана на борту из-за недостаточного напряжения не работал передатчик. За всё время полёта в Сан-Хуан и в период стоянки в аэропорту, экипаж ни о каких отказах или неисправностях, кроме электрических систем, больше не сообщал.
Экипаж получил разрешение выполнять взлёт по ПВП, после чего должен был оставаться близ Сан-Хуана, пока не сможет установить связь с диспетчерской вышкой и подать план полёта по ППП. Расчёт был на то, что генераторы смогут подзарядить аккумуляторы до напряжения, необходимого для работы радиопередатчика. Первоначальный план полёта по ППП, поданный ещё в аэропорту, при этом был отменён, однако пилот думал, что тот план ещё действовал, либо может быть восстановлен, так как спустя 11 минут после вылета в Центр связи комитета гражданской авиации в Сан-Хуане было передано, что по-прежнему невозможно установить связь с вышкой, а самолёт при этом следует в Майами в соответствии с планом. Сам борт NC16002, согласно показаниям свидетелей, был оборудован необходимым оборудованием для навигации и пилотирования; в 04:13 экипаж в последний раз выходит на связь и докладывает об удалении 50 миль от Майами, то есть передатчик в тот момент работал. Но есть вероятность, что после этой передачи в электрической системе произошёл сбой, в результате чего отказал автоматический радиокомпас. Также пилот мог неверно определить своё местонахождение; учитывая, что запас топлива на борту был на 7 с половиной часов, а полёт длился уже 6 часов, такая ошибка может иметь критическое значение. В 00:15 Майами передаёт в эфир обновлённую сводку о погоде, но неизвестно, услышали её на борту NC16002 или нет. Между тем, по данным о погоде, происходит смена направления ветра: с северо-западного, который был встречным, на северо-восточный, который уже сносил самолёт влево, причём это отклонение на подходе к Майами могло составлять 40—50 миль (65—80 км).

## Причины
1. Авиакомпания, самолёт и экипаж имели необходимые сертификаты, однако ко времени взлёта воздушное судно уже не удовлетворяло требованиям удостоверениям по эксплуатации;
2. Аккумуляторные батареи самолёта при осмотре в Сан-Хуане были найдены в разряженном состоянии и возвращены на борт без подзарядки;
3. Электрическая система самолёта, включая передатчик, была неисправна на момент вылета из Сан-Хуана;
4. Спустя одиннадцать минут после взлёта была установлена двусторонняя связь между экипажем и Центром связи комитета гражданской авиации в Сан-Хуане;
5. Сообщения с самолёта были перехвачены Центрами управления международными авиалиниями в Майами (Флорида) и Новом Орлеане (Луизиана), но ни один из них не смог связаться с рейсом;
6. В полёте произошло не прогнозируемое изменение ветра с северо-западного на северо-восточный;
7. Согласно последнему докладу, переданному спустя 6 часов 10 минут после вылета из Сан-Хуана, самолёт находился в 50 милях к югу от Майами;
8. Запас топлива на борту был на 7½ часов полёта;
9. Обширный поиск, проведённый поисково-спасательным управлением береговой охраны США с использованием средств других служб, гражданских воздушных судов и наземных сторон, не позволил обнаружить никаких следов пропавшего воздушного судна и был прекращён через 6 дней.

Из-за недостатка необходимой информации Совет по гражданской авиации не смог определить причину происшествия.

## NC16002 и Бермудский треугольник
Исчезновение борта NC16002 играет одну из ключевых ролей вокруг легенды о «Бермудском треугольнике», при этом со временем история обросла деталями, которые не соответствуют действительности.
Согласно легенде, полёт проходил при спокойной погоде и в нормальных условиях. Пилот установил связь с диспетчерской вышкой аэропорта Майами и доложил, что находится в 50 милях к югу и наблюдает огни города. Диспетчер в ответ разрешил выполнять подход, но экипаж приём этого сообщения уже не подтвердил. Обширные поиски закончились безрезультатно, несмотря на мелководье близ Флориды и прозрачную воду, через которую даже можно было разглядеть дно.
Эта легенда имеет мало общего с реальной историей, ведь экипаж не смог установить связь с аэропортом Майами и не видел города. Таинственное исчезновение также возможно объяснить: пилоты неверно определили своё местоположение и направили самолёт вглубь Мексиканского залива. Это связано с тем, что в процессе полёта ветер сменился со встречного на боковой, который стал сносить авиалайнер влево — на юго-запад; диспетчер в Майами в 00:15 передал о смене ветра в эфир, но нет данных, что на борту NC16002 приняли обновлённую информацию о погоде. К тому же экипаж работал уже не менее 17 часов (вылет из Майами в Сан-Хуан был примерно в 12:30 EST), а потому был достаточно уставшим. Также есть вероятность сбоя в работе радиокомпаса из-за проблем с электроэнергией на борту. В результате «Дуглас» пролетел к югу от Флориды и направился вглубь Мексиканского залива. Это может и объяснить, почему последнюю радиопередачу с самолёта услышали в Новом Орлеане, но не в Майами. Через полтора часа от последнего доклада топливо кончилось, в связи с чем экипаж был вынужден совершить приводнение на поверхность залива. Однако при посадке в условиях полной темноты (28 декабря 1948 года почти новолуние) самолёт мог врезаться в воду на большой скорости и разрушиться, после чего быстро затонуть. Отдельные плавающие обломки при этом спустя всего нескольких часов были вынесены мощным Флоридским течением и далее Гольфстримом в Атлантический океан за пределы зоны поиска.

### Комментарии
1. ↑  Здесь и далее в ходе полёта указано Североамериканское восточное время (EST)